# Walkerana enstates
Walkerana enstates är en insektsart som först beskrevs av Otte, D. och Perez-gelabert 2009.  Walkerana enstates ingår i släktet Walkerana och familjen syrsor. Inga underarter finns listade i Catalogue of Life.